# Analyse du risque phytosanitaire
L'analyse du risque phytosanitaire (ARP) est, selon la définition de la FAO, un « processus consistant à évaluer les preuves biologiques ou autres données scientifiques ou économiques pour déterminer si un organisme nuisible doit être réglementé, et la sévérité des mesures phytosanitaires éventuelles à prendre à son égard ».
L'analyse du risque phytosanitaire est employée en particulier pour les évaluations relatives aux organismes nuisibles absents d'un territoire donné, national ou communautaire, mais présents chez les partenaires commerciaux, et qui présentent un risque d'introduction et de dissémination.